# Itamar Einhorn
Itamar Einhorn (20 de setembro de 1997) é um ciclista israelita, membro da equipa Israel-Premier Tech.

## Palmarés
- 2017
  - 2.º no Campeonato de Israel em Estrada

- 2020
  - 1 etapa da Corrida da Solidariedade e dos Campeões Olímpicos[2]

- 2021
  - 3.º no Campeonato de Israel em Estrada 
  - Visegrad 4 Bicycle Race-GP Poland
  - 1 etapa do Tour da Eslováquia

- 2022
  - Grande Prêmio Wyszków
  - Campeonato de Israel em Estrada

## Resultados em Grandes Voltas
| Corrida | Corrida         | 2019 | 2020 | 2021 | 2022 |
| ------- | --------------- | ---- | ---- | ---- | ---- |
|         | Giro d'Italia   | —    | —    | —    | —    |
|         | Tour de France  | —    | —    | —    | —    |
|         | Volta a Espanha | —    | —    | Ab.  | Ab.  |

—: não participa

Ab.: abandono

## Equipas
- Israel Cycling Academy (stagiaire) (08.2017-12.2017)
- Israel Cycling Academy (stagiaire) (08.2018-12.2018)
- Israel (06.2019-)
  - Israel Cycling Academy (2019)
  - Israel Start-Up Nation (2020-2021)
  - Israel-Premier Tech (2022-)